# Infini
Infini es el decimosegundo álbum de estudio de Voivod, lanzado en 2009 por Relapse.
Este disco fue el último en incluir grabaciones realizadas por el guitarrista Piggy, muerto unos cuatro años antes de esta edición, asimismo marcó la despedida del bajista Jason Newsted de la banda.

## Lista de canciones
- 1- "God Phones" - 5:07
- 2- "From the Cave" - 2:55
- 3- "Earthache" - 3:21
- 4- "Global Warning" - 4:41
- 5- "A Room with a V.U." - 4:50
- 6- "Destroy After Reading" - 4:27
- 7- "Treasure Chase" - 3:38
- 8- "Krap Radio" - 3:45
- 9- "In Orbit" - 4:12
- 10- "Deathproof" - 3:35
- 11- "Pyramidome" - 4:28
- 12- "Morpheus" - 5:32
- 13- "Volcano" - 7:39

## Personal
- Denis Bélanger "Snake – voz
- Michel Langevin "Away – batería
- Denis D'Amour "Piggy – guitarra
- Jason Newsted "Jasonic – bajo